# Physoglenes puyehue
Physoglenes puyehue är en spindelart som beskrevs av Norman I. Platnick 1990. Physoglenes puyehue ingår i släktet Physoglenes och familjen Synotaxidae. Inga underarter finns listade i Catalogue of Life.